# سبوس

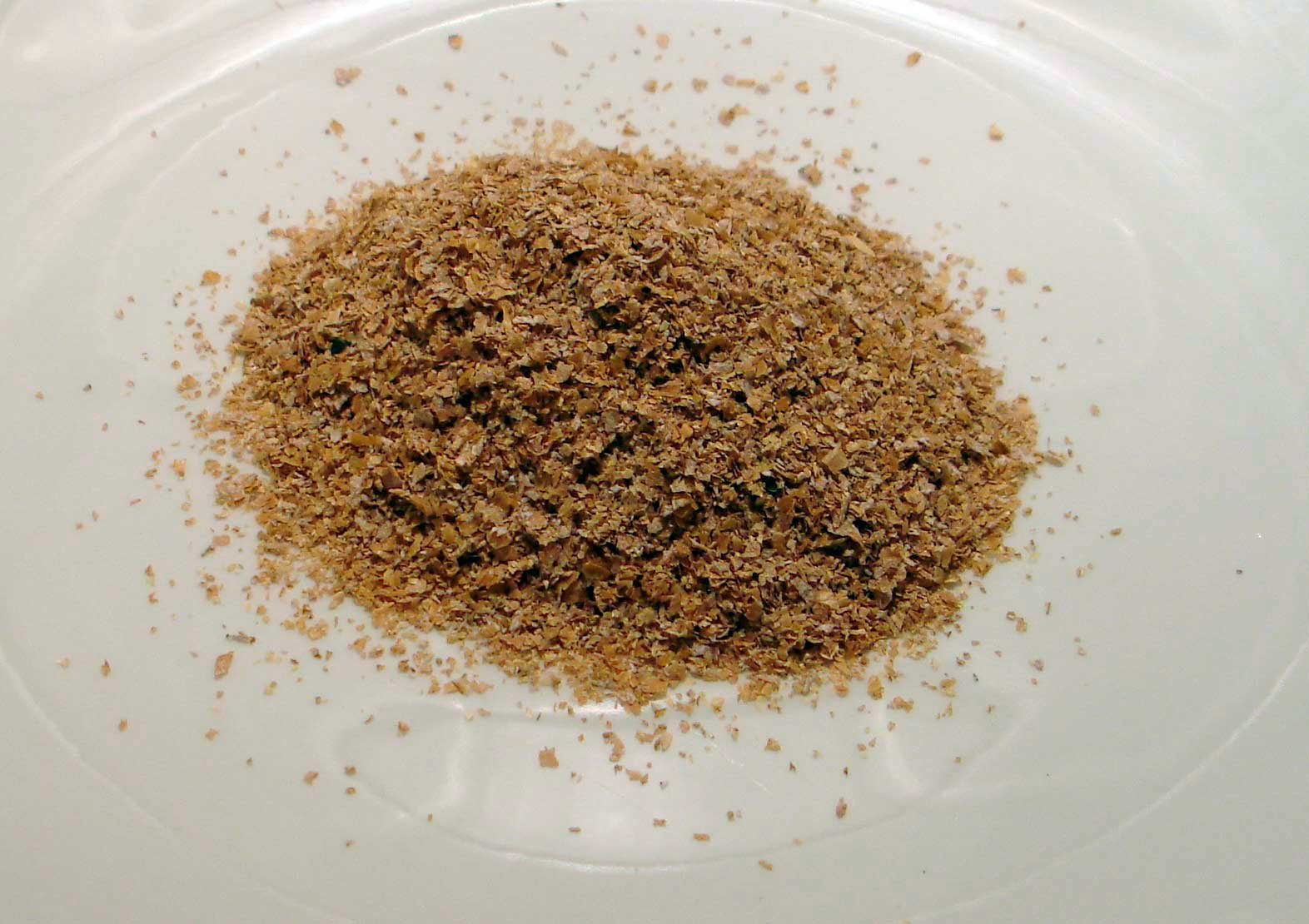
سبوس گندم

سبوس عبارت است از پوستهٔ گندم، جو یا برنج که سرشار از ویتامین ب، ویتامین ئی، پانتوتنیک اسید، آهن، منیزیم، فسفر، پتاسیم، روی، مس، منگنز، و سلنیوم است. و به همین دلیل دارای ارزش غذایی بسیار بالایی است. همین‌طور، مصرف نان، آرد، و برنج سبوس‌دار می‌تواند بسیاری از نیازهای تغذیه‌ای انسان را برطرف نماید. در کشور ایران استفاده از آرد سفید (بدون سبوس) در پخت نان رایج تر بوده و دارای طرفداران بیشتری نیز هست.

## سبوس برنج
سبوس برنج عبارت است از پوسته خارجی، جنین، لایه آلرون و سلول‌های خارجی چسبیده به آندوسپرم نشاسته‌ای دانه برنج، اوریزا ساتیوا از خانواده گندمیان است. اوریزا در زبان یونانی به معنای برنج و ساتیوا در لاتین به معنای کشت شده‌است. برنج یکی از غذاهای اصلی مردم آسیاست و به مقادیر زیاد در ایران، چین، هندوستان، ژاپن، تایلند و فیلیپین کشت می‌گردد. پوست برنج را به وسیله آسیاب‌های سنگی جدا می‌کنند و سپس برنج به دست آمده را که برنج قهوه‌ای نامیده می‌شود، پوست میکَنند و برنج سفید شده را به دست می‌آورند که مصرف غذایی دارد و سبوس محصول فرعی آن است.
سبوس برنج فواید بی شماری از قبیل جلوگیری از ریزش مو، جلوگیری از سفیدی مو، تقویت دهنده پوست، لاغری اندام، آرام بخش اعصاب و ضد روماتیسم می باشد.

## عصاره سبوس برنج
عصاره سبوس برنج عبارت است از عصاره آبی الکلی سبوس برنج که هر میلی لیتر از این عصاره نباید کمتر از ۶۰ میکروگرم ویتامین ب۱ که معادل ۵/۱۴ گرم سبوس برنج است، باشد. از سبوس برنج، روغنی به دست می‌آید که به روغن سبوس برنج موسوم است و استخراج آن از سبوس، معمولاً با استفاده از حلال‌ها صورت می‌گیرد. ضمناً باید در نظر داشت که در سبوس برنج نوعی لیپاز فعال وجود دارد که باعث می‌گردد مقدار درصد اسیدهای چرب آزاد را در آن افزایش دهد. روغن سبوس برنج دارای ۱۵ تا ۲۰ درصد از اسیدهای چرب اشباع شده و ۸۰ تا ۸۵ درصد از نوع اشباع نشده به شرح زیر است:
۰٫۴ تا یک درصد میریستیک اسید، ۱۲ تا ۱۸ درصد پالمیتیک اسید، ۱ تا ۳ درصد اسید استئاریک، ۴۰ تا ۴۵ درصد اسید لینولئیک، به مقدار یک درصد اسید لینولنیک و ۰٫۲ تا ۰٫۴ درصد اسید پالمیتولئیک است.

## روغن سبوس برنج
روغن سبوس برنج، به رنگ زرد طلایی است و به سختی، رنگ سفید و روشن پیدا می‌کند و از مشخصات این روغن آن است که تحت اثر گرما تا حرارت ۱۶۰ درجه، فاسد نمی‌شود.
روغن سبوس برنج حاوی ویتامین‌های ب و ئی است که باعث تقویت موی سر می‌گردد و رطوبت پوست و موی سر را حفظ می‌کند. روغن سبوس برنج دارای مواد آنتی‌اکسیدان مانند توکوفرول است که در هگزان و حلال‌های دیگر مواد روغنی، حل می‌شود. روغن سبوس برنج، در تهیه صابون، شامپو و فراورده‌های آرایشی و بهداشتی مورد استفاده قرار می‌گیرد مشروط بر آن‌که مقدار اسیدهای چرب آزاد آن کم باشد یعنی لیپاز فعال و موجود در آن، کاملاً به صورتی غیرفعال درآمده باشد. عصاره سبوس برنج با تشکیل یک لایه بر روی پوست بعد از شستشو از خشک شدن پوست، جلوگیری کرده و از پوست محافظت می‌کند.

## خواص
در ژاپن، مدت‌ها از سبوس برنج برای اعمال آرایشی و بهداشتی استفاده می‌شد. چون سبوس برنج، رطوبت را در خود حفظ می‌کند و پوست را روشن کرده و از اثر صاف‌کنندگی پوست برخوردار است.
از عصاره طبیعی سبوس برنج در ساخت کرم‌های پوستی استفاده می‌کنند تا خشکی پوست و ترک‌خوردگی سر آرنج، زانوها، پاشنه پا، دست‌ها و نقاط دیگر بدن را رفع نماید.
استفاده از عصاره سبوس برنج تأثیرات مختلفی روی پوست بدن دارد که از آن جمله می‌توان به موارد زیر اشاره کرد:
- رطوبت دهی به پوست و جلوگیری از ترک خوردگی.
- نرم کردن پوست به‌طوری‌که همیشه حالت مرطوب داشته باشد.
- زدودن اکسیژن فعال از سطح پوست به منظور جلوگیری از تشکیل پروکسید چربی.
- اینوزیتول به عنوان یکی از اعضای خانواده ویتامین ب، رشد سلول‌های پوستی را افزایش می‌دهد.
- آریزانول مانع از پیری پوست شده و پرتو فرابنفش خورشید را جذب می‌کند. آریزانول گردش خون را بهبود بخشیده، ترشحات پوستی را افزایش داده و سلول‌های مرده پوست را از بین می‌برد.
- اسید فیتیک رشد سلول‌های پوستی را تحریک کرده و به عملکرد پوست کمک می‌کند و سلامت پوست را افزایش می‌دهد.[نیازمند منبع]

## فرآوری سبوس
به‌دلیل وجود ترکیبات ضد تغذیه‌ای نظیر انواع آنزیم و فیتات، رنگ، ظاهر نامطلوب و مشکلات تکنولوژیکی، کاربرد مادهٔ ارزشمند سبوس در نان با مشکل مواجه است بنابراین اصلاح خصوصیات آن برای دستیابی به نان با ویژگی مطلوب، ضروری است. از اکستروژن می‌توان به منظور تثبیت سبوس، بهبود خصوصیات تغذیه‌ای، عمل‌کنندگی استفاده کرد. حذف ترکیبات ضد تغذیه‌ای نظیر انواع آنزیم و اسید فیتیک در سبوس اکسترود شده و افزایش میزان فیبر محلول و افزایش جذب آب سبوس اکسترود شده از مزایای اکستروژن است.

## تفاوت سبوس برنج با شلتوک برنج
به‌طور عادی در برنجکوبی‌ها ابتدا شالی یا همان برنج کامل با پوسته در دستگاه تمیز کن ریخته و تمیز می‌شود و پوسته بیرونی شالی که همان شلتوک است جدا می‌گردد و بعد از آن برنج در دستگاه سفید کن ریخته می‌شود و پوسته دیگر آن که سبوس نام دارد از برنج جدا می‌شود؛ یعنی پوسته بیرونی برنج شلتوک نام دارد و پوسته درونی برنج سبوس نامیده می‌شود. شلتوک و سبوس سرشار از ویتامین بی هستند.